# Episodi di Candice Renoir (quarta stagione)
La quarta stagione della serie televisiva Candice Renoir è stata trasmessa in Francia dal 6 maggio al 3 giugno 2016 sul canale France 2.
In Italia è andata in onda in prima visione assoluta dal 29 settembre al 27 ottobre 2016 su Fox Crime della piattaforma Sky.
| nº | Titolo originale                               | Titolo italiano                      | Prima TV Francia | Prima TV Italia   |
| -- | ---------------------------------------------- | ------------------------------------ | ---------------- | ----------------- |
| 1  | Il n'est pas de trahison qu'on ne pardonne     | Candice contro Antoine               | 6 maggio 2016    | 29 settembre 2016 |
| 2  | Le doute est un hommage qu'on rend à la vérité | Lo stesso modus operandi             | 6 maggio 2016    | 29 settembre 2016 |
| 3  | Notre pire ennemi est dans notre cœur          | Il peggior nemico è nel nostro cuore | 13 maggio 2016   | 6 ottobre 2016    |
| 4  | Mieux vaut prévenir que guérir                 | Meglio prevenire che curare          | 13 maggio 2016   | 6 ottobre 2016    |
| 5  | Loin des yeux, loin du cœur                    | Le verità nascoste                   | 20 maggio 2016   | 13 ottobre 2016   |
| 6  | Telle mère, telle fille                        | Tale madre, tale figlia              | 20 maggio 2016   | 13 ottobre 2016   |
| 7  | Toute vérité n'est pas bonne à dire            | La verità è spesso contraffatta      | 27 maggio 2016   | 20 ottobre 2016   |
| 8  | Pas de fumée sans feu                          | Non è come sembra                    | 27 maggio 2016   | 20 ottobre 2016   |
| 9  | C'est dans le malheur qu'on reconnaît ses amis | L'oscuro passato                     | 3 giugno 2016    | 27 ottobre 2016   |
| 10 | Œil pour œil et le monde deviendra aveugle     | Occhio per occhio                    | 3 giugno 2016    | 27 ottobre 2016   |

## Candice contro Antoine
- Titolo originale: Il n'est pas de trahison qu'on ne pardonne
- Diretto da:
- Scritto da:

## Lo stesso modus operandi
- Titolo originale: Le doute est un hommage qu'on rend à la vérité
- Diretto da:
- Scritto da:

## Il peggior nemico è nel nostro cuore
- Titolo originale: Notre pire ennemi est dans notre cœur
- Diretto da:
- Scritto da:

## Meglio prevenire che curare
- Titolo originale: Mieux vaut prévenir que guérir
- Diretto da:
- Scritto da:

## Le verità nascoste
- Titolo originale: Loin des yeux, loin du cœur
- Diretto da:
- Scritto da:

## Tale madre, tale figlia
- Titolo originale: Telle mère, telle fille
- Diretto da:
- Scritto da:

## La verità è spesso contraffatta
- Titolo originale: Toute vérité n'est pas bonne à dire
- Diretto da:
- Scritto da:

## Non è come sembra
- Titolo originale: Pas de fumée sans feu
- Diretto da:
- Scritto da:

## L'oscuro passato
- Titolo originale: C'est dans le malheur qu'on reconnaît ses amis
- Diretto da:
- Scritto da:

## Occhio per occhio
- Titolo originale: Œil pour œil et le monde deviendra aveugle
- Diretto da:
- Scritto da: